# Daniel Vega
Daniel Alejandro Vega (Buenos Aires, Argentina, 19 de octubre de 1981) es un exfutbolista argentino que jugaba de delantero en Platense de la Liga Profesional, donde es el máximo goleador de la institución y es considerado ídolo del club.
Posee varios estudios, ya que se recibió de contador, periodista deportivo, director técnico y mánager.

## Trayectoria
Hizo su debut como profesional el 14 de septiembre de 2002 jugando para Platense en la sexta fecha del torneo Primera B Metropolitana contra Argentino de Rosario.
Luego fue a Estudiantes (BA), donde anotó 13 goles. Al año siguiente se sumó a Los Andes, donde anotó 18 goles, para luego volver al club donde debutó para consagrarse campeón y goleador con 22 tantos. Platense logró así el ascenso a la Primera B Nacional, y Vega recibió el Premio Alumni 2006 al mejor jugador de la Primera B, entregado por el Círculo de Directivos y Ex Directivos del Fútbol Argentino. Volvió a Los Andes, donde anotó 18 goles y Platense lo tuvo de vuelta nuevamente en 2007.
El 2 de julio de 2007 se recibió de contador público, profesión que ejerce junto a su hermano, en un estudio contable y jurídico propio. Además, estudió y finalizó las carreras de periodismo deportivo, director técnico y mánager, todas orientadas al deporte, específicamente al fútbol.
Ese año anotó 13 goles siendo nuevamente goleador del torneo en una categoría donde nunca antes había jugado Trapito Vega ya era pretendido por varios clubes de primera. En 2008 tuvo una experiencia en el exterior al jugar en Emelec de Ecuador, donde en partidos oficiales en el equipo ecuatoriano anotó 2 goles y realizó 5 asistencias. Durante la segunda parte del campeonato de Primera B Nacional les fue difícil a los delanteros de otros equipos superarlo en goles a pesar de que ya no estaba jugando en el país.
A mediados de 2008 se fue a San Martín de Tucumán de Argentina, convirtiendo 5 goles a pesar de su poca continuidad como titular. Cuando su equipo descendió a la B Nacional en 2009, concretó su pase a Godoy Cruz. En 2011 firmó para Almirante Brown, donde fue goleador y figura, y es muy respetado por el hincha aurinegro.
En julio de 2012 se incorporó a Huracán a préstamo por un año. En el año 2013 firmó nuevamente en Platense, siendo el capitán del equipo. Pese a una excelente campaña, el equipo no logró el tan ansiado ascenso luego de perder una final agónica en el estadio del Club Atlético Temperley. En 2016 se incorporó a Talleres de Remedios de Escalada para ser el segundo goleador del torneo. En julio de 2017 regresó a Platense, el 12 de diciembre del mismo año se convirtió en uno de los máximos goleadores de la historia del club "Calamar", alcanzando los 76 goles de Vicente Sayago, luego de un triplete ante Colegiales (victoria por 3-1). En febrero de 2018 logró llegar al gol 77 contra Sacachispas, y así ascendió al primer puesto de la tabla histórica de goleadores de Platense.
El 2 de mayo de 2018 salió campeón con Platense, tras ganarle 1-0 a Estudiantes de Buenos Aires en el desempate, logrando el ansiado ascenso a la Primera B Nacional siendo el goleador del equipo y el único jugador de la historia marrón y blanca que logró subir de categoría en dos oportunidades. En la temporada 2018/19 jugó con Platense en la B Nacional para luego pasar a UAI Urquiza en la temporada 2019/20 para jugar la Primera División B.
El 31 de enero de 2021 ascendió a la Primera División del fútbol argentino con Platense luego de vencer en penales a Estudiantes de Río Cuarto en el Estadio Marcelo Bielsa. El 28 de febrero de 2021, Daniel Vega entró al campo de juego del Calamar para disputar su último partido como profesional. A sus 39 años se retiró jugando en Primera División frente a River Plate, nada menos, en la tercera fecha de la Copa de la Liga Profesional. Fue reemplazado a los nueve minutos de partido, por el número de su camiseta, y Vega saludó a sus compañeros y también recibió el saludo de algunos jugadores millonarios como Enzo Pérez, Nicolás De La Cruz y Matías Suárez.
Como jugador del Club Atlético Platense, Daniel Alejandro Vega convirtió nada más ni nada menos que 86 goles en 243 partidos, siendo hasta el día de hoy el máximo goleador histórico del club.
Ya retirado, Vega comienza a ejercer de Director Deportivo de Platense desde su retiro hasta fines de 2022, momento en el que decide hacerse a un costado. En dicho puesto lo reemplazó otro ídolo del club, Jorge De Olivera.
En junio de 2023, asume el puesto de Secretario Deportivo en Huracán. Una de sus primeras decisiones fue la contratación de Diego Martínez como entrenador del Globo.

## Clubes
| Club                   | País      | Año       |
| ---------------------- | --------- | --------- |
| Platense               | Argentina | 2002-2003 |
| Estudiantes (BA)       | Argentina | 2003-2004 |
| Dorados de Sinaloa     | México    | 2004-2005 |
| Platense               | Argentina | 2005-2006 |
| Atlante F. C.          | México    | 2006-2007 |
| Platense               | Argentina | 2007      |
| Emelec                 | Ecuador   | 2008      |
| San Martín (T)         | Argentina | 2008-2009 |
| Godoy Cruz             | Argentina | 2009-2010 |
| San Martín (SJ)        | Argentina | 2010-2011 |
| Huracán                | Argentina | 2012      |
| Independiente Santa Fe | Colombia  | 2011      |
| Almirante Brown        | Argentina | 2011      |
| Tecos F. C.            | México    | 2012-2013 |
| Platense               | Argentina | 2013-2016 |
| Club Atlético Talleres | Argentina | 2016-2017 |
| Platense               | Argentina | 2017-2019 |
| UAI Urquiza            | Argentina | 2019-2020 |
| Platense               | Argentina | 2020-2021 |

## Palmarés

### Campeonatos nacionales
| Título                  | Club     | Sede          | Año     |
| ----------------------- | -------- | ------------- | ------- |
| Campeonato de Primera B | Platense | Vicente López | 2005/06 |
| Campeonato de Primera B | Platense | Lanús         | 2017/18 |

### Otros logros
| Título                     | Club     | Sede    | Año     |
| -------------------------- | -------- | ------- | ------- |
| Ascenso a Primera División | Platense | Rosario | 2020/21 |

### Distinciones individuales
| Distinción                                           | Año  |
| ---------------------------------------------------- | ---- |
| Máximo goleador de la Primera B                      | 2006 |
| Máximo goleador histórico del Club Atlético Platense | 2018 |